# Lennart Ström (politiker)
Alf Lennart Ström, född 24 mars 1926 i Annedals församling i Göteborg, död 26 november 2004 i Älvsborgs församling i Göteborg, var en svensk kommunalpolitiker (folkpartist).
Ström utexaminerades från högre tekniska läroverket i Göteborg 1948, blev laboratoriechef vid Alb. Malmgren & Co AB 1949 och ingenjör vid Förenade Färg AB 1963. Han var ledamot i stads-/kommunfullmäktige från 1965 till 1986. I slutet av 1960-talet blev han ordförande i Göteborgs stadskollegium, kommunstyrelsens föregångare. Detta uppdrag kombinerade han först med ett civilt heltidsarbete. När kommunfullmäktige och kommunstyrelsen inrättades 1971, blev Ström kommunstyrelsens ordförande vilket han var i 11 år och i tre år var han vice ordförande. Han blev också kommunalråd i staden. Sammanlagt satt Ström i Göteborgs stads styrelse i 16 år. Han var också under en period på 1960-talet ordförande för Folkpartiet i Göteborg.

## Biografi
Ström inledde sin politiska karriär i Liberal ungdom och han blev sedermera ordförande för Göteborgsklubben när han var 28 år. Han var också ordförande för partiet i Göteborg under några år på 1960-talet.
Under Ströms ledarskap införlivades flera nya stadsdelar i Göteborgs stad, som Askim och Torslanda. Han omorganiserade också kommunen genom att avskaffa flera förlegade nämnder och organisationsstrukturen gällde fram till att stadens införde stadsdelsnämnder på 1990-talet.
Ström hade ett stort intresse för bostads- och trafikpolitik. Det kom väl till nytta när han vad ordförande i AB Göteborg-Landvetter Flygplats och Göteborgs hamn. När han lämnade kommunstyrelsen blev han direktör för stadens två flygplatser.